# Silicon Valley
Pour les articles homonymes, voir Silicon Valley (homonymie), Silicon et Valley.
Silicon Valley (littéralement « vallée du silicium ») désigne le pôle des industries de pointe situé dans la partie sud-est de la région de la baie de San Francisco dans l'État de Californie, sur la côte ouest des États-Unis, dont San José est la plus grande ville.
Fortement liée à la présence et au rayonnement des universités de Stanford et de Berkeley, la Silicon Valley a inspiré bon nombre de technopoles dans le monde. Ce territoire productif fondé sur la science et le développement des hautes technologies s'étend sur un espace de 200 km2, soit deux fois la surface de la ville de Paris. Son dynamisme en fait un espace saturé, qui est une des zones les plus riches et les plus chères au monde.
En anglais, l'expression « Silicon Valley » n'est généralement pas pourvue d'un article. Par contre, on parle plus simplement de « the Valley ». Même si cette région n'est pas une vallée à proprement parler, l'expression désignant souvent, par métonymie, une zone géographique caractérisée par la présence importante d'entreprises évoluant dans les techniques de pointe.

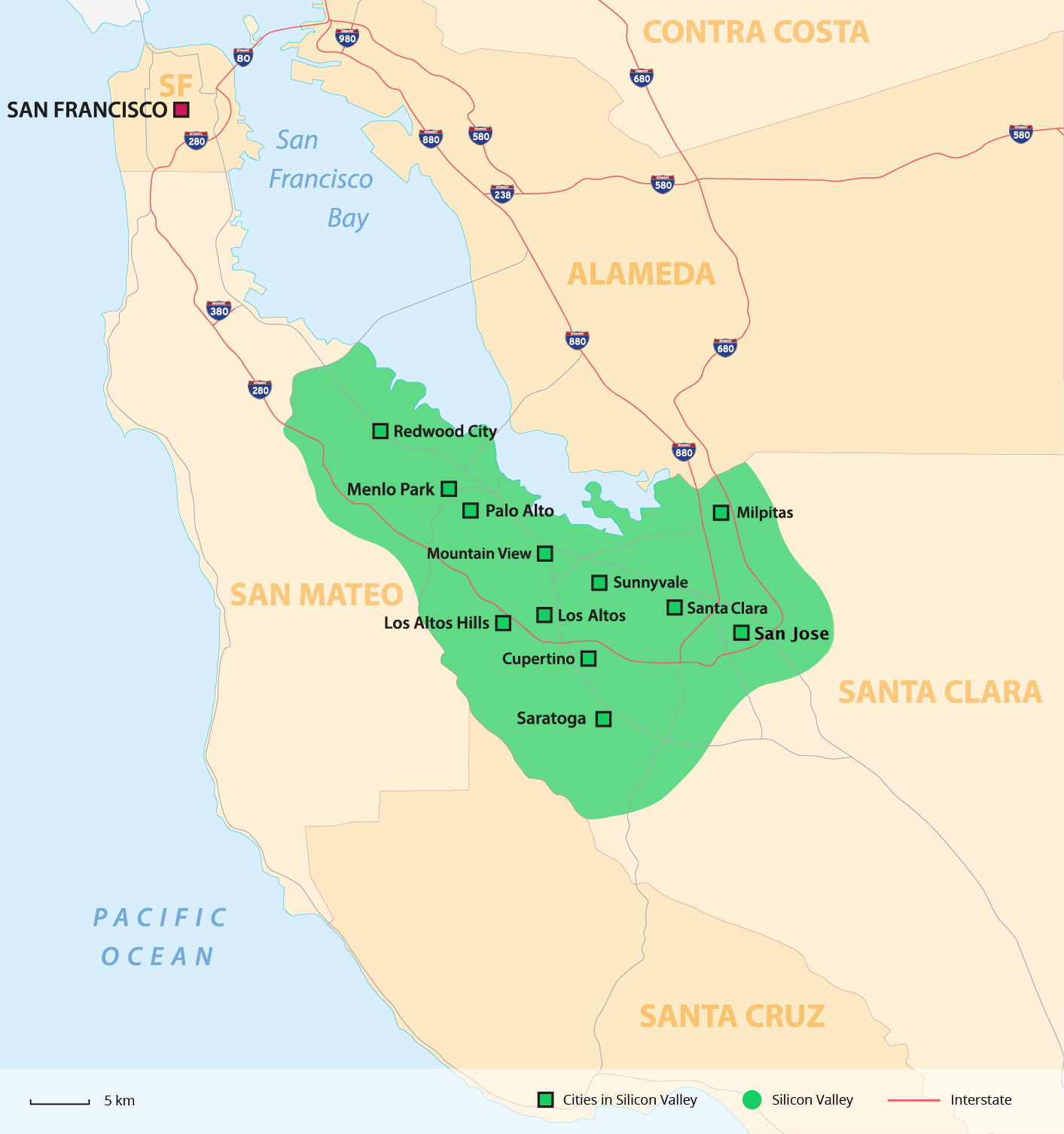
La Silicon Valley est une vaste zone industrielle au sud de San Francisco. L'extension est représentée en vert, avec les villes qui font partie de la zone.

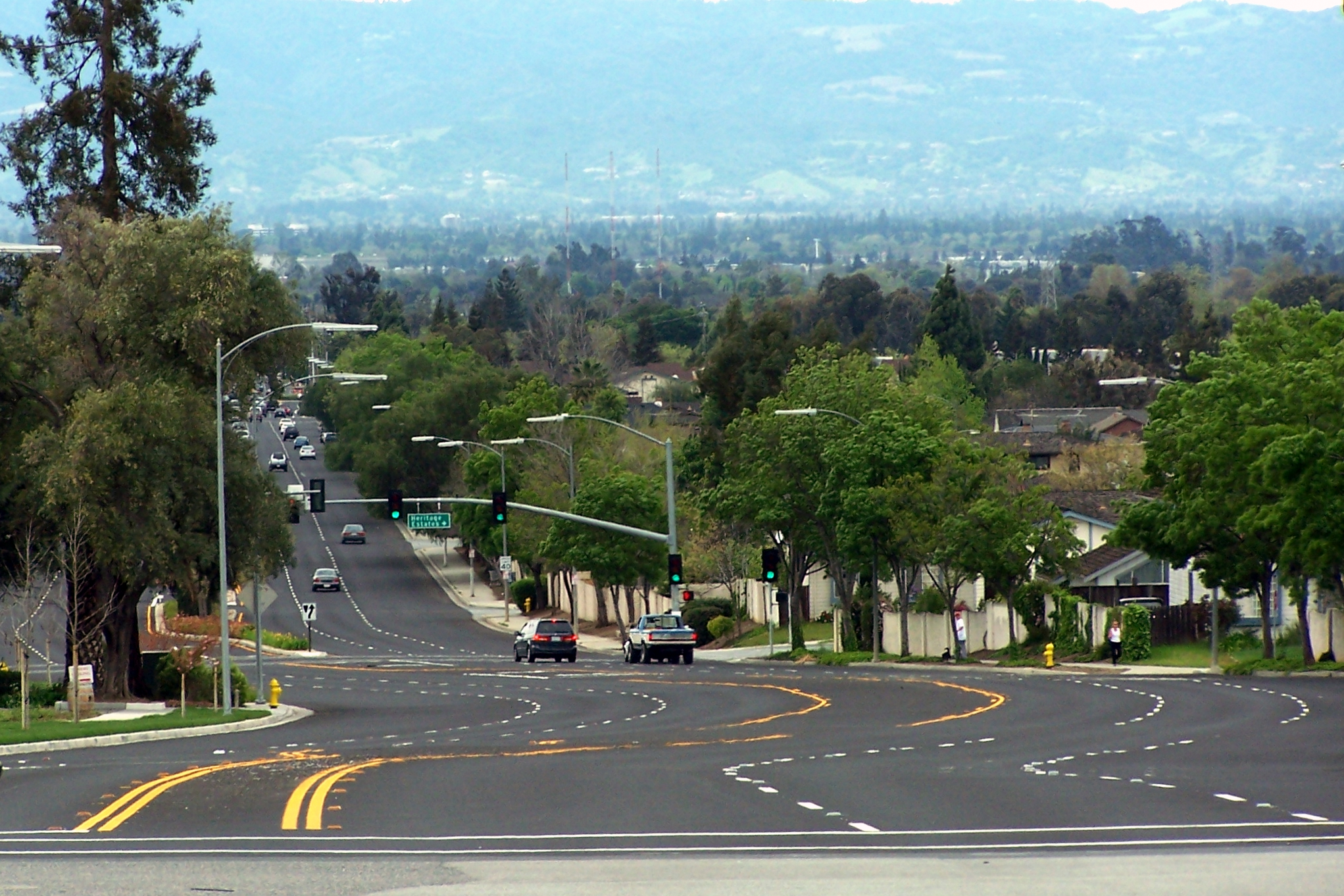
La Silicon Valley.

## Définition mouvante
La Silicon Valley étant définie par son activité économique, ses frontières sont floues et en constante évolution. L'expression ne correspond pas à une entité administrative et désigne une région comprenant environ trois millions d'habitants et 6 000 entreprises de haute technologie. Son PIB équivaut à celui d'un pays comme le Chili.
Certains font correspondre la Silicon Valley au comté de Santa Clara, qui comprend le plus gros des entreprises de techniques de pointe de la région. Plus généralement, on considère que la Silicon Valley englobe la partie nord de la vallée de Santa Clara, ainsi que les localités du sud de la péninsule de San Francisco et du sud-est de la baie. L'organisme Joint Venture Silicon Valley Network, qui a mis sur pied un indice socio-économique pour la région, la définit comme l'ensemble du comté de Santa Clara, plus les localités de Foster City, San Mateo, Belmont, San Carlos, Redwood City, Atherton, East Palo Alto, Woodside, Portola Valley et Menlo Park dans le comté de San Mateo, les localités d'Union City, Fremont et Newark dans le comté d'Alameda, et Scotts Valley dans le comté de Santa Cruz.
Il arrive enfin parfois que l'expression soit utilisée, souvent par les médias nationaux ou internationaux, pour désigner l'ensemble des entreprises technologiques de la région urbaine de San Francisco. Nombre de sociétés spécialisées dans le logiciel ou les services Internet sont en effet situées à San Francisco, et un pôle de biotechnologies existe dans l'est de la péninsule. D'autres entreprises sont situées dans l'est de la baie, comme Pixar à Emeryville ou E-Loan à Pleasanton.
La Silicon Valley est traversée notamment dans le sens nord-sud par l'autoroute U.S. 101 (appelée simplement « One-O-One » par les habitants de la région) mais aussi par l'autoroute U.S. 280.

## Histoire

### Passé agricole
Les Amérindiens Ohlones furent les premiers habitants de la région aujourd'hui désignée comme Silicon Valley. Lorsque les Espagnols arrivent, de nombreuses missions sont construites et exploitées avec la main-d'œuvre indigène. Les premiers colons espagnols puis américains exploitent principalement leurs terres pour la culture céréalière et l'élevage, mais à partir des années 1860, les fermiers se reconvertissent dans l'arboriculture fruitière, et des conserveries apparaissent. La vallée de Santa Clara devient une région d'arboriculture fruitière importante jusqu'à la Seconde Guerre mondiale. L'agriculture intensive força les fermiers de la région à creuser des Puits artésiens pour irriguer leurs exploitation dès la fin du XIXe siècle, causant des affaissements géologiques — dans les années 1960, la ville de San José s'était ainsi enfoncée de plus de trois mètres. Les sécheresses des années 1920 et 1930 et l'expansion démographique de l'après-guerre conduisirent les comtés de la région et l'État à construire des barrages et des aqueducs pour alimenter l'ensemble de la baie. L'aqueduc du sud de la baie achemine ainsi de l'eau provenant du delta du Sacramento, celui de Hetch Hetchy arrive de la Sierra Nevada, et le réseau du San Felipe Project arrose le sud de la baie avec l'eau du San Luis Reservoir dans le comté de Merced.
Aujourd'hui, de très rares exploitations agricoles commerciales subsistent au cœur de la Silicon Valley, même si l'on trouve çà et là des traces des anciens vergers qui couvraient une bonne partie du comté de Santa Clara. La ville de Scotts Valley reste cependant très rurale, ainsi que les environs de Gilroy.
Paradoxalement, la prospérité économique de la Silicon Valley a contribué à celle de nombreuses exploitations viticoles dans la région, notamment dans les monts Santa Cruz et le comté de Santa Cruz. De nombreux individus ayant fait fortune dans les techniques de pointe se sont ainsi reconvertis ou ont investi dans le secteur vinicole.

### Héritage de Frederick Terman
Professeur au département d'ingénierie électrique de Stanford dans les années 1930 et troublé par l'absence d'emplois pour les diplômés de l'université, Frederick Terman était parvenu à convaincre deux de ses étudiants, William Hewlett et David Packard de ne pas suivre le flux classique de « brain drain » vers la côte Est mais de créer leur entreprise dans la région.
Devenu doyen du département, Frederick Terman profita, pour attirer les entreprises dans le voisinage de l'université, de la vague d'investissement dans les technologies de défense amorcée par le gouvernement fédéral pendant la Seconde Guerre mondiale (la côte pacifique était un emplacement stratégique), et dont Stanford était l'un des principaux bénéficiaires. Les plus de 3 230 hectares dont l'université était propriétaire lui permirent d'inviter les entreprises à installer leurs activités de recherche. À l'argument de l'espace disponible, Frederick Terman en ajouta un autre, de sa propre initiative : le Honors Cooperative Program, créé en 1955, donnait aux ingénieurs des entreprises locataires un accès favorisé aux programmes de l'université. Les entreprises affluèrent dans la région à tel point que la population de Palo Alto doubla dans les années 1950.
Terman et ses successeurs surent aussi, avec beaucoup d'opportunisme, faire profiter la recherche et l'enseignement de Stanford des avancées des entreprises locales. Ils encouragèrent les pionniers de l'industrie des tubes à vide comme Charles Litton à enseigner cette nouvelle technologie aux étudiants. Des laboratoires d'électronique furent développés pour perfectionner ces technologies (klystron, magnétron, tube à onde progressive). De même, dès l'apparition d'une industrie locale de semi-conducteurs solides puis de circuits intégrés, les laboratoires de Stanford s'intéressèrent à ces technologies et à leurs applications. Ainsi John Linvill, successeur de Terman et père d'une fille aveugle, réalisa en 1962 un des premiers dispositifs à circuits intégrés : l'Optacon transcrivait des caractères imprimés en vibrations correspondant à leur transcription en Braille, permettant aux aveugles équipés de ce dispositif de lire en suivant de leur index les lignes d'un livre courant.

### Histoire de l'électronique dans la Silicon Valley
D'après « A Timeline of Silicon Valley » d'Arun Rao et Piero Scaruffi :
- 1887 : construction de l'Observatoire Lick près de San José ;
- 1891 : Leland Stanford et Jane Stanford fondent l'université Stanford, près de Palo Alto ;
- 1906 : David Starr, président de l'université Stanford investit 500 dollars dans l'audion de Lee De Forest, le premier tube électronique ;
- 1909 : Cyril Elwell crée à Palo Alto la société Federal Telegraph Corporation (FTC) spécialisée dans la communication radio ;
- 1925 : Frederick Terman est engagé par l'université Stanford pour enseigner l'ingénierie électronique. Il encourage ses étudiants à créer de l'activité en Californie ;
- 1927 : Philo Farnsworth réalise à San-Francisco la première transmission radio d'une image ;
- 1931 : Ernest Lawrence conçoit et réalise le premier cyclotron à l'université de Berkeley ;
- 1933 : la marine américaine (US Navy) ouvre une base à Moffett Field, près de Sunnyvale ;
- 1936 : John Lawrence crée à Berkeley le Donner Laboratory pour y faire de la recherche en médecine nucléaire ;
- 1937 : William Hansen, professeur à Stanford collabore avec les frères Russel et Sigurd Varian pour développer le klystron, un tube Hyperfréquences, ultérieurement utilisé dans les radars ;
- 1939 : deux étudiants de Frederick Terman à Stanford, William Hewlett et David Packard créent une société pour produire un oscillateur audio. Leur premier client est Walt Disney ;
- 1939 : le gouvernement américain installe à Moffett Field un laboratoire de recherche pour l'aéronautique Militaire, l'Ames Aeronautical Laboratory plus tard renommé « Ames Research Center » ;
- 1941 : Fred Terman est chargé de la mise sur pied ;
- 1946 : fondation du Stanford Research Institute à Menlo Park, créé pour mener des recherches dans différents domaines scientifiques et technologiques pour le compte du gouvernement américain ou d'entreprises privées ;
- Fred Terman crée un laboratoire de recherches, Electronics Research Lab, principalement financé par l'armée américaine ;
- 1948 : les frères Varian fondent leur société Varian Associates, d'abord basée à San Carlos et qui sera transférée à Palo Alto en 1953 ;
- 1951 : création du Stanford Industrial Park ;
- 1952 : IBM ouvre à San José son premier centre de recherches sur le côte Ouest ;
- 1952 : la Commission de l'énergie atomique des États-Unis (AES) crée le Laboratoire national de Lawrence Livermore à Livermore ;
- 1953 : Varian est le premier locataire du SRI ;
- 1953 : la société d'électronique Sylvania ouvre son Electronic Defense Lab (EDL) à Mountain View ;
- 1956 : la société aéronautique Lockheed ouvre un laboratoire de recherches en électronique dans le Stanford Industrial Park et une unité de production à Sunnyvale.

### Débuts du silicium dans la Silicon Valley
Le nom de « Silicon Valley », forgé en 1971 par un journaliste local, Don Hoefler, fut inspiré par la concentration d'entreprises de semi-conducteurs dans la vallée de Santa Clara, jusqu'alors connue surtout pour ses nombreux vergers. « Silicon » est le mot anglais pour « silicium », le matériau de base des puces électroniques, qui représentait une part de plus en plus importante de la valeur ajoutée, plus précisément les industries de la construction électronique des ordinateurs.
C'est là que s'est véritablement forgée l'image d'entreprises parties de rien (« jeunes pousses », ou « startups ») souvent dans une résidence familiale (suivant l'exemple du garage Hewlett-Packard où avait été lancé en 1939, Hewlett-Packard à Palo Alto, devenu un musée, symbole du rêve américain et monument historique) pour devenir des géants technologiques et industriels (comme Apple à Cupertino ou Sun Microsystems et Intel à Santa Clara).
En 1956, William Shockley, tout juste lauréat du prix Nobel conjointement avec deux autres scientifiques des Bell Labs, en récompense de l'invention du transistor en 1948, fut recruté par la société Beckman Instruments pour créer un laboratoire de recherche, le Shockley Semiconductor Laboratory, à Mountain View à côté du site de Moffett Field, un autre centre de recherches de la NASA pour l'électronique militaire. Aucun des ingénieurs des Bell Labs ne quitta le New-Jersey pour suivre Shockley en Californie, et ce dernier fut donc amené à recruter des jeunes diplômés. Pour la fabrication des transistors, Shockley prit l'option du Silicium alors que la technologie la plus répandue était basée sur le Germanium.
Une année plus tard, huit de ces jeunes diplômés, plus tard connus sous le nom de «Traitorous eight» quittèrent Schockley et Beckman Instruments pour créer à San José Fairchild Semiconductor une division de la société Fairchild Camera and Instrument jusque-là basée sur la côte Est. Julius Blank (32 ans, City College of New York), Victor Grinich (33 ans, université Stanford), Jean Hoerni (33 ans, suisse, université de Cambridge Caltech), Eugene Kleiner, (34 ans, autrichien, New York University), Jay Last (28 ans, Université de Rochester), Gordon Moore (28 ans, Berkeley, Caltech), Robert Noyce (30 ans, MIT) et Sheldon Roberts (31 ans, MIT). Dans le domaine naissant des semiconducteurs, les concurrents de Fairchild semiconductor étaient à l'époque Texas Instruments à Dallas, Motorola à Phoenix, Transitron et Raytheon à Boston.
L'équipe de Fairchild fut pionnière dans le développement des circuits intégrés en même temps que Texas Instruments. Mais c'est Fairchild qui breveta la technologie planar qui s'imposa ensuite pour les circuits intégrés. Fairchild a joué un rôle important dans l'histoire de la Silicon Valley non seulement à cause de ses innovations technologiques mais aussi parce qu'elle a constitué un vivier de talents et qu'elle a développé une culture d'entreprise sous l'égide de Robert Noyce qui traitait l'équipe comme les membres d'une famille, s'affranchissant du code vestimentaire costume cravate et instaurant un mode de relations égalitaire et non formaliste.
En 1963, Fairchild semiconductors recruta Andrew Grove, un chimiste de 27 ans qui venait de passer son doctorat à Berkeley. En 1968, avec Andy Grove, deux fondateurs historiques de Fairchild semiconductors, le chimiste Gordon Moore et le physicien Robert Noyce créèrent à Santa Clara une nouvelle société, Intel, financée sur le mode du Capital risque. Robert Noyce, l'un des inventeurs des circuits intégrés fut surnommé plus tard « le maire de la Silicon Valley ». D'autres anciens de Fairchild créèrent de nouvelles sociétés. Ainsi, AMD est créée en 1969 à Sunnyvale. En 1967, National Semiconductor avait déplacé à son siège à Santa Clara depuis le Connecticut. En 1972, au moins 60 sociétés de semiconducteurs auront été fondées dans la Silicon Valley.

### Ré-émergence
Après un passage à vide, la vague du Web 2.0, et surtout une accélération de la diversification vers d'autres domaines que l'informatique, notamment vers les biotechnologies et les énergies renouvelables, ont redonné un nouveau souffle à la Silicon Valley. En 2008, il existe sept entreprises travaillant pour l'énergie solaire parmi lesquelles figurent SolarCity (Foster City), Sun Power (San José), Nanosolar, Ausra (Palo Alto) et eSolar (Pasadena).
La région reste l'épicentre technologique principal de la Californie, offrant les plus hauts salaires et employant le plus de salariés et de « cerveaux » du secteur, selon le rapport California Cybercities 2006 publié par l'AeA, une association professionnelle de l'industrie des hautes technologies.
2006 semble avoir vu un tournant décisif pour le pôle, qui a retrouvé sa santé économique selon le rapport annuel du Joint Venture Silicon Valley. L'organisation estime que plus de 30 000 emplois auraient été créés entre juillet 2005 et juillet 2006, accompagnés notamment d'un investissement de 900 millions de dollars dans des technologies touchant aux énergies dites « propres ». Le Département du développement économique de l'État confirmait cette tendance en annonçant en mars 2007 une augmentation de 2,6 % du taux d'emploi de la région entre janvier 2006 et janvier 2007, une croissance inédite depuis avril 2001.
Le même rapport note aussi le rôle crucial joué par les étrangers : l'immigration y a doublé entre 2005 et 2006, on parle une autre langue que l'anglais dans 48 % des foyers de la Silicon Valley et 55 % des employés dans les domaines des sciences et des technologies sont nés en dehors des États-Unis (l'Inde et la Chine représentant les viviers de cerveaux les plus importants).
Le niveau de vie dans la Silicon Valley et la région de la baie de San Francisco en général reste cependant parmi les plus élevés de la planète, et seuls 26 % des foyers ont un pouvoir d'achat suffisant pour devenir propriétaires. Le rapport de Joint Venture Silicon Valley note aussi une tendance inquiétante dans le domaine de l'éducation, avec un déclin du nombre des diplômés et une augmentation de la délinquance juvénile.
Dans la Silicon Valley, le niveau de vie est élevé pour les informaticiens de haut niveau et les cadres. Cependant, ce n'est pas le cas pour toute une population de salariés. Beaucoup de personnes travaillant dans les services non-informatiques sont sous-payées et ont les plus grandes difficultés pour se loger ou pour manger à des prix abordables. Même dans les entreprises informatiques des problèmes de recrutement se posent notamment pour les personnels administratifs (secrétaire, comptable, employé) et techniques (services généraux). Fin 2013, il semble que la population de la Silicon Valley se répartisse principalement en deux catégories : « quelques oligarques richissimes et une classe de travailleurs mal payés pour les servir, pas de classe moyenne, ou alors minuscule ».
La Silicon Valley est aujourd'hui concurrencée par de nouveaux technopôles : Bangalore, en Inde, est devenue l'une de ses rivales où nombre d'entreprises de hautes technologies ont partiellement ou complètement déplacé leurs centres d'appels, et, progressivement, une partie de leurs activités. De même, des projets d'aménagement inspirés de la Silicon Valley sont lancés ailleurs dans le monde, comme en France l'Aerospace Valley, Sophia Antipolis, Inovallée, EuraTechnologie, ou le cluster Paris-Saclay (en cours de construction depuis 2011 au sud de Paris), ou le Skolkovo dans la banlieue de Moscou et Silicon Mountain à Buéa dans le sud-ouest du Cameroun.
Une étude publiée par l’Université Santa Cruz et Working Partnerships indique qu’entre 1997 et 2017, neuf employés sur dix dans la Silicon Valley ont vu leur salaire diminuer, une fois celui-ci ajusté à l’inflation. Les personnes concernées sont en particulier les employés de soutien et les travailleurs des secteurs de la restauration et des services, qui ne disposent pas non plus d’avantages sociaux comme l’accès à l’assurance maladie.

### Départs
Des stars de la tech ont décidé de quitter la Californie, encouragées par l'adoption du télétravail lié à la pandémie mais aussi à la suite de différends politiques avec les responsables de la région.
Parmi les figures ayant claqué la porte : le patron de Tesla, Elon Musk et les cofondateurs de Palantir Technologies, Peter Thiel et Alex Karp. Certains groupes ont aussi fait leurs bagages et déplacé leur siège, comme Oracle et Hewlett Packard Enterprise qui ont mis le cap sur le Texas.

## Démographie
Au 1er janvier 2015, la population de la Silicon Valley (comté de Santa Clara + comté de San Mateo + Scotts Valley, Fremont, Newark et Union City) s'élève à 2 998 188 habitants, soit une hausse de 17 % par rapport à 1996 quand la population s'élevait à 2 555 225 habitants.
Depuis 2007, la croissance démographique de la Silicon Valley est supérieure à la moyenne californienne.

## Relations entre hommes et femmes
L'infériorité numérique des femmes est un phénomène massif dans le monde de la tech en général, et dans la Silicon Valley également, où elles n'occupent que 20 % des principaux emplois techniques (ceux d'ingénieur notamment). À titre de comparaison, dans les banques de Wall Street les plus réputées, les femmes occupent près de 50 % des postes. De plus, les investisseurs privilégient les entrepreneurs hommes : seuls 7 % des investissements vont aux start-up dirigées par des femmes dans la technopole californienne.
Google impute l'infériorité numérique des femmes dans ses effectifs à la faible proportion de diplômées en informatique. Cependant, outre le fait que le moindre nombre de femmes dans certaines filières d'études scientifiques a des origines complexes (il peut être dû au caractère répulsif pour les femmes des milieux professionnels correspondants, réputés machistes), Rashad Robinson (en), directeur de Color of Change (en), souligne le manque de diversité dans tous les types de postes de la Silicon Valley. Non seulement les emplois technologiques, mais même les emplois dans les domaines du marketing et de la vente sont attribués selon lui « de manière disproportionnée à des candidats blancs et masculins ».
La sous-représentation des femmes est considérée comme une des principales causes de la normalisation de comportements sexistes dans les entreprises de la Silicon Valley. La journaliste Emily Chang (en) a ainsi mis en évidence la diffusion, au sein de la technopole californienne, de la « culture Bro » (littéralement « culture des frères », en anglais brothers), caractérisée par la connivence entre hommes et l'esprit de compétition, et réputée pour sa misogynie. Dans un ouvrage intitulé Brotopia: Breaking Up the Boys' Club of Silicon Valley (2018), elle évoque l'homogénéité excessive d'un milieu composé en grande majorité d'hommes blancs, riches, hétérosexuels, la pratique des sex-parties, devenue monnaie courante, de même que les micro-agressions contre les femmes. Selon une enquête de 2016, 60 % des femmes travaillant dans la Silicon Valley ont rapporté des faits de harcèlement. Uber, Twitter, Apple, et Google sont considérées comme les entreprises où les inégalités de genre sont les plus marquées.
Cette hégémonie des bros a des conséquences sur la production technologique et de ce fait, sur la vie sociale dans son ensemble. Ainsi par exemple la fréquence des cas de trollage et de harcèlement sur Twitter pourrait être liée à la manière dont ce réseau a été conçu, dans un milieu professionnel qui tend à considérer ces types de conduite comme non problématiques.

## Entreprises implantées

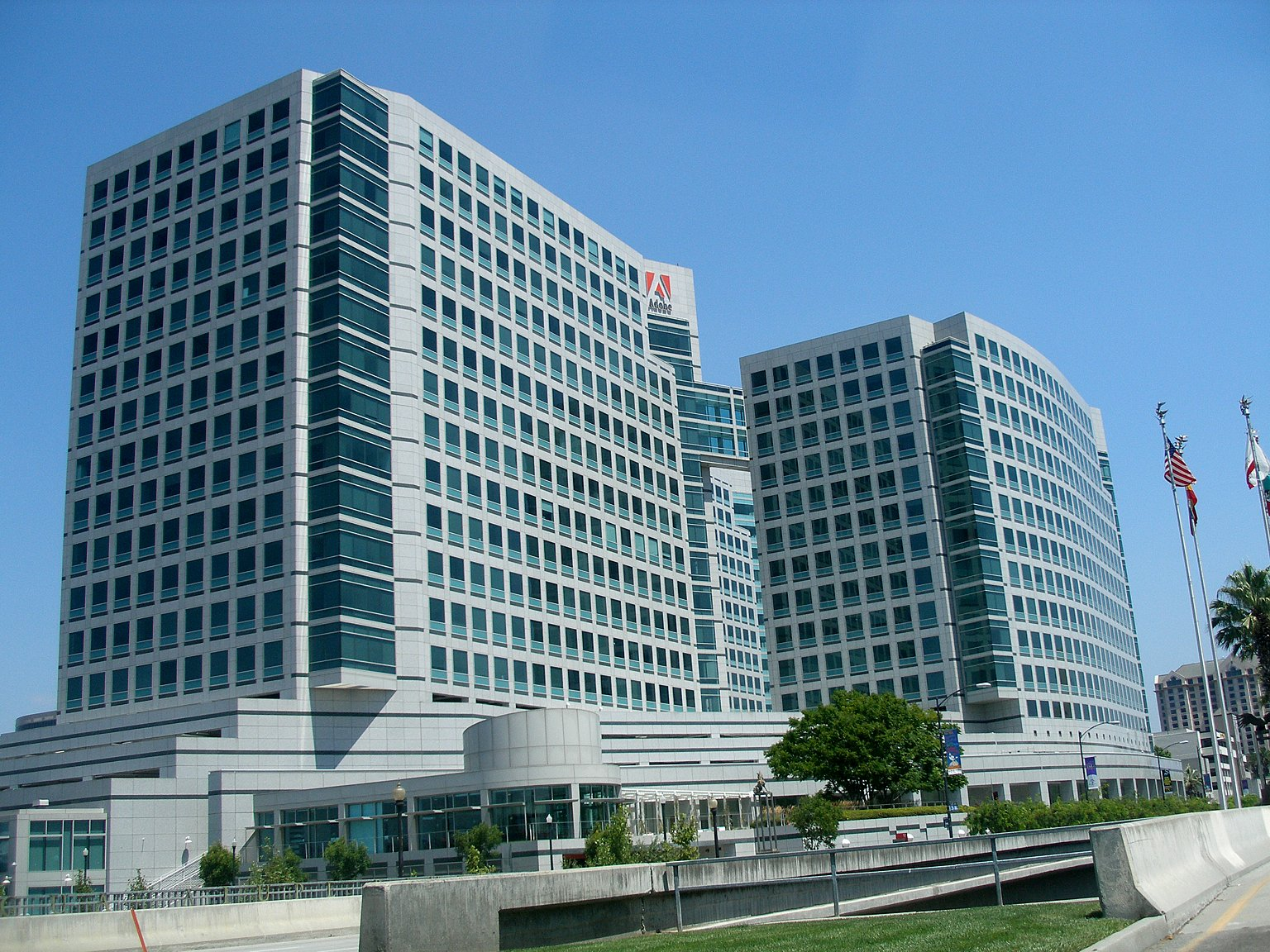
Adobe Systems à San Jose, CA.

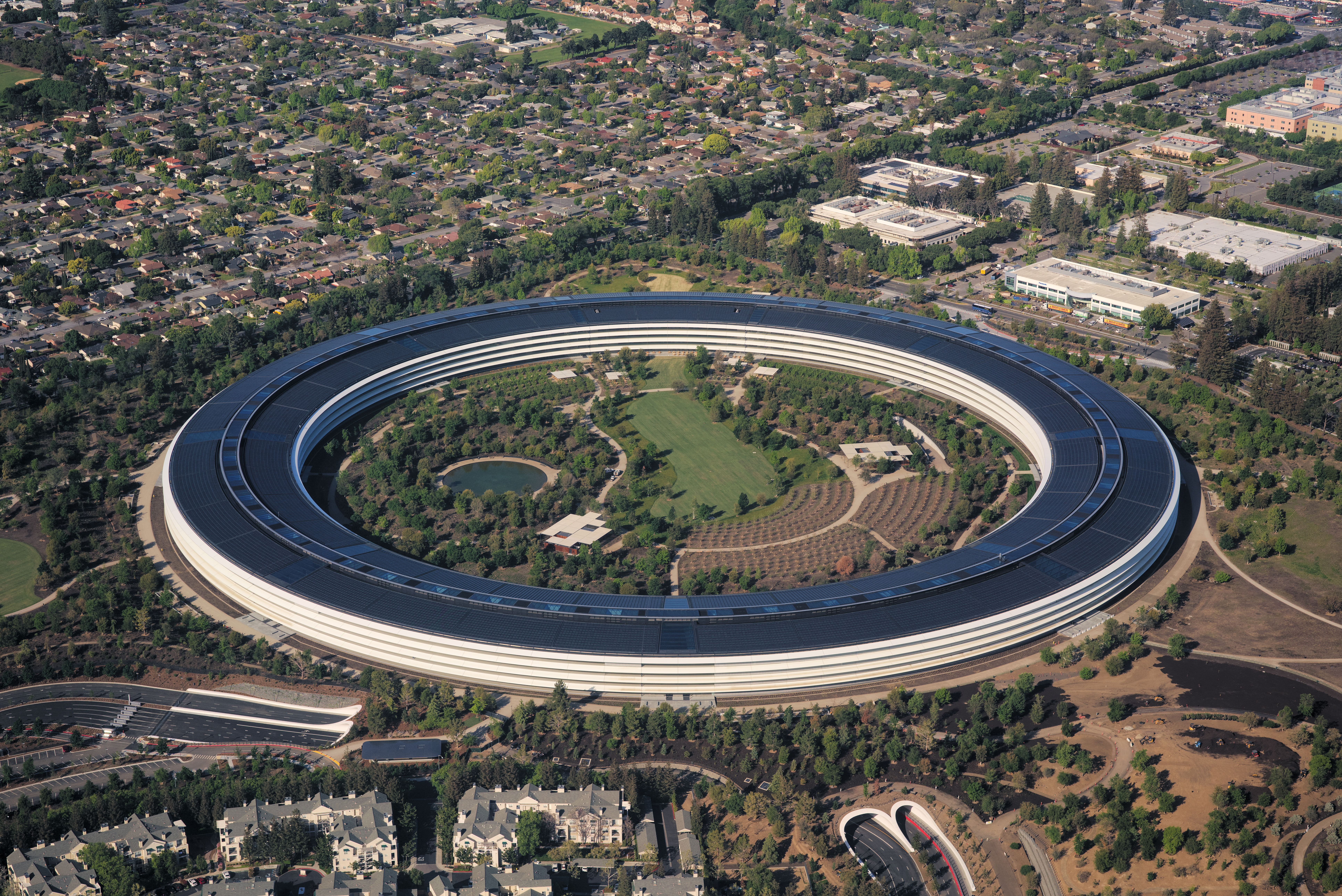
Siège d'Apple, à Cupertino, CA.

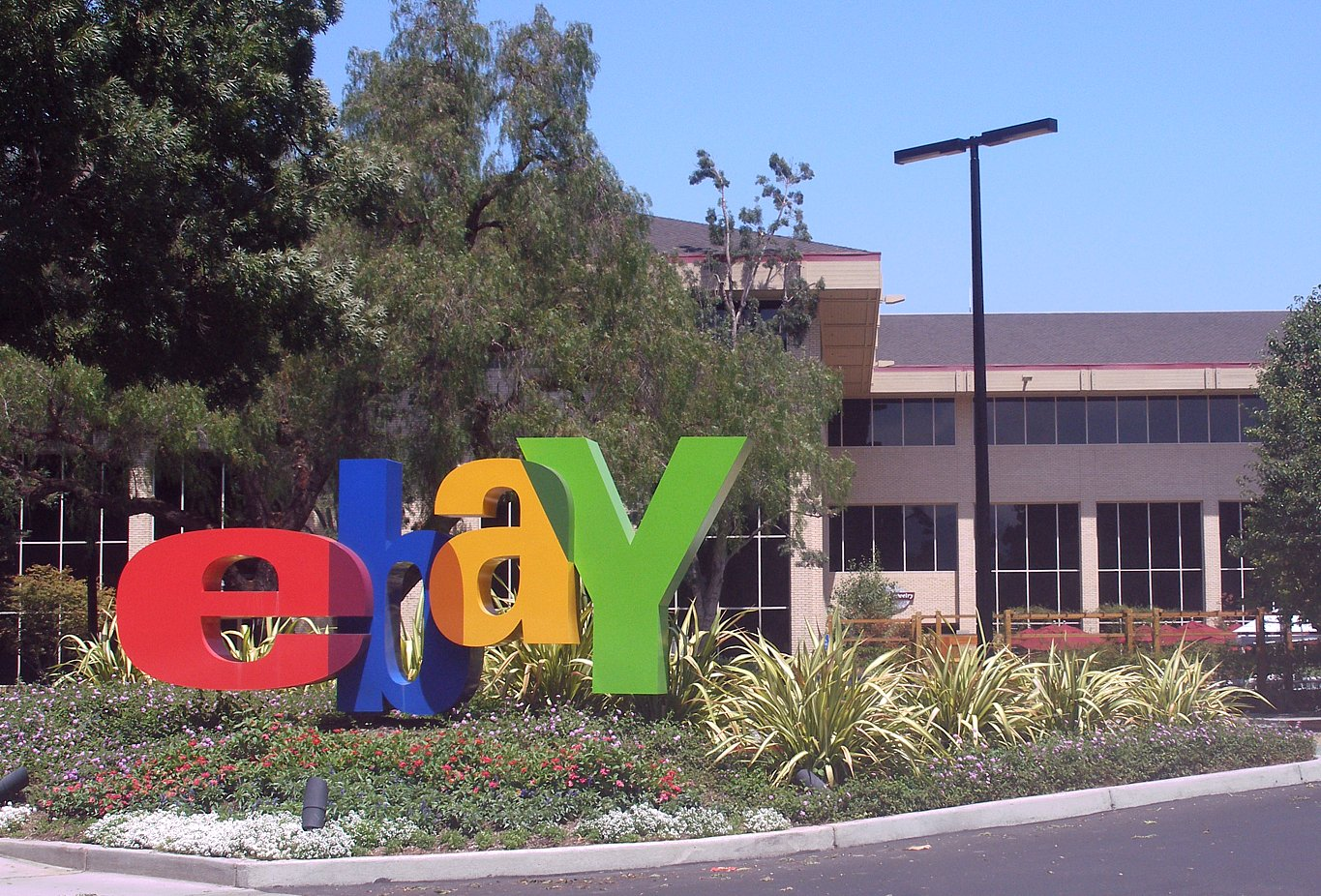
eBay.

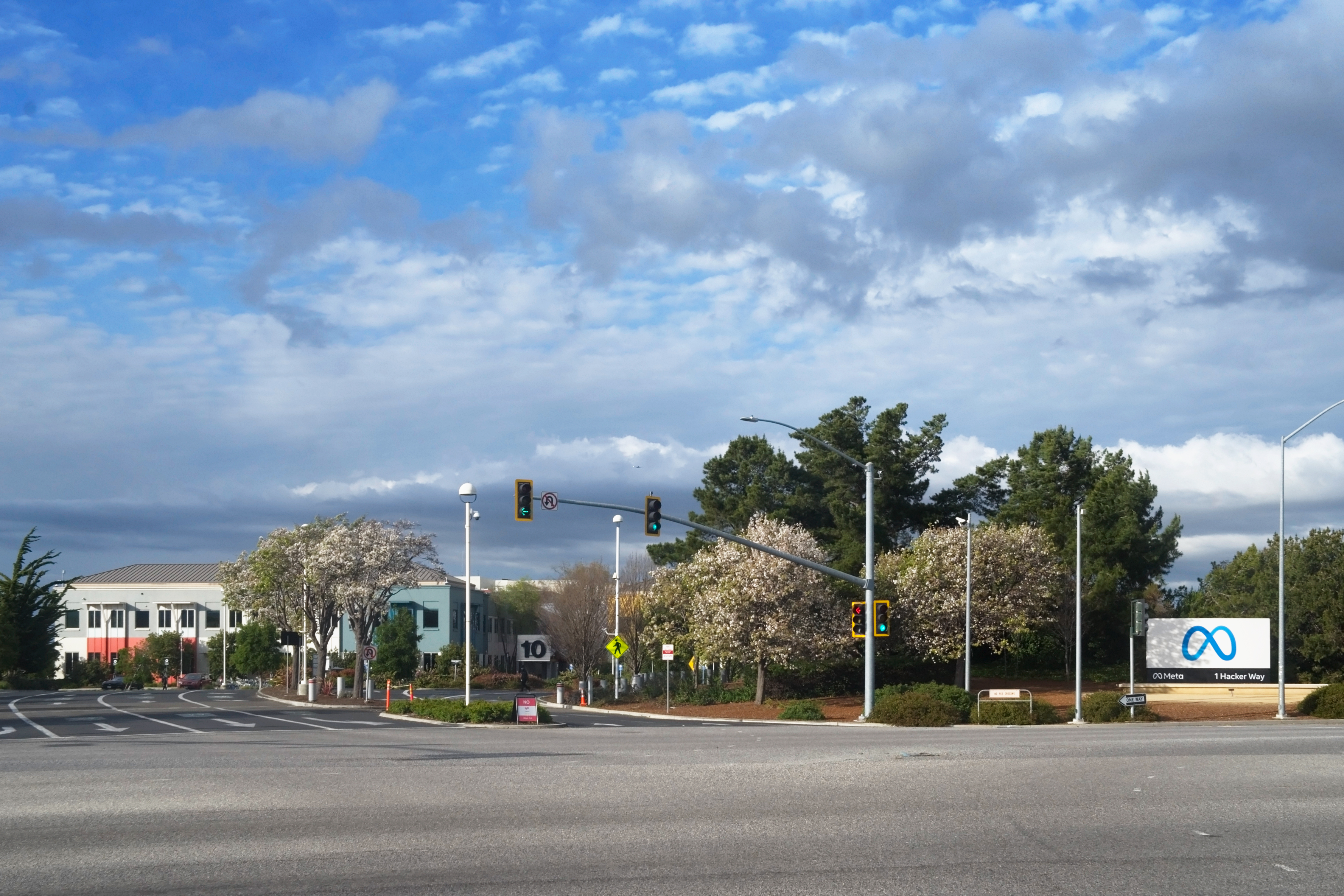
Siège de Meta, à Menlo Park.

La Silicon Valley accueille les sièges sociaux et campus de plus de 6 000 entreprises, parmi lesquelles :
- Adobe Systems
- Advanced Micro Devices (AMD)
- Agilent Technologies
- Apple
- Applied Materials
- Arista Networks
- Brocade
- Business Objects
- Cisco Systems
- Dolby
- eBay
- Electronic Arts
- Meta Platforms
- Google
- Twitter
- Hewlett-Packard
- Intel
- Intuit
- LSI Logic
- Lyft
- Maxtor
- National Semiconductor
- NetApp
- Nvidia
- Oracle Corporation
- Qualcomm
- Roblox Corporation
- SanDisk
- Solectron (en)
- Supermicro
- Symantec
- SunPower
- Sun Microsystems (rachetée par Oracle Corporation)
- Yahoo!

Autres sièges sociaux ou présence significative à Silicon Valley incluant des entreprises ayant cessé leurs activités :
- 3Com (siège social à Marlborough (Massachusetts))
- Actel
- Actuate Corporation (en)
- Adaptec
- Amdahl Corporation
- Aricent (en)
- Asus
- Atari
- Atmel
- BEA Systems
- Cypress Semiconductor
- Computer Literacy Bookstore (en)
- Foundry Networks (en)
- Fujitsu (siège social à Tokyo, Japon)
- Gaia Online
- Hitachi Global Storage Technologies
- Juniper Networks
- Knight Ridder (racheté par The McClatchy Company)
- Logitech
- McAfee
- Memorex (rachetée par Imation et transféré à Cerritos)
- Microsoft (siège social à Redmond)
- Netflix
- Netscape (rachetée par AOL)
- NeXT Computer, Inc. (rachetée par Apple)
- Nintendo of America
- Opera Software
- Palm, Inc.
- PalmSource (rachetée par ACCESS)
- PayPal
- Rambus
- Redback Networks
- SAP AG (siège social à Walldorf, Allemagne)
- Silicon Graphics
- Silicon Image
- Sony
- SRI International
- Tesla Motors
- Tellme Networks (en) (rachetée par Microsoft)
- TiVo
- UpdatePower
- VA Software (Slashdot)
- WebEx (rachetée par Cisco Systems)
- Verisign (siège social à Reston (Virginie))
- Veritas Software (en) (rachetée puis revendu à Carlyle par Symantec)
- VMware (rachetée par EMC)
- Wyse Technology
- Xilinx
- Ztrixy

L’économiste Mariana Mazzucato souligne que « les plus importantes innovations technologiques de ces dernières décennies ont été rendues possibles grâce au financement actif de l’État. […] Si les start-up et le capital-risque jouent un rôle important, ils arrivent dans un second temps, quinze ou vingt ans après que les pouvoirs publics ont fourni le plus gros du financement et assumé le plus gros du risque ».

## Santa Clara et la Silicon Valley
La municipalité de San José, la plus grande ville de la vallée de Santa Clara, se proclame « Capital of Silicon Valley ».

## Dans la fiction

### Dans la littérature
- Le Règne des Illuminati, un roman policier d'Éric Giacometti et Jacques Ravenne publié en 2014, dixième tome de la série des enquêtes du commissaire Antoine Marcas, se déroule en partie dans la Silicon Valley.
- Ada, un roman d'anticipation de Antoine Bello publié en 2016, met en scène un policier de la Silicon Valley chargé d'enquêter sur un programme d'intelligence artificielle révolutionnaire dénommé Ada, qui a disparu de la salle hermétique où elle était enfermée.
- Moi, Omega, un roman d'anticipation de Erwan Barillot publié en 2022, qui raconte l'épopée d'un magnat de la Silicon Valley jusqu'à son « body uploading » en 2064, où il prend le contrôle de la totalité de l'internet des objets et devient le Christ-Omega prédit par Teilhard de Chardin.
- Le Dernier Étage du monde, un roman de Bruno Markov publié en 2023, raconte l'ascension d'un jeune surdoué de l'intelligence artificielle jusqu'à diriger une licorne de la Silicon Valley, et décortique la pensée des techno-évangélistes de la baie de San Francisco, notamment à travers le personnage ambivalent de Peter Cooks, évoquant Peter Thiel ou Elon Musk.
- Vallée du silicium, un essai de Alain Damasio publié en 2024 composé de sept chroniques littéraires et d’une nouvelle de science-fiction, qui interrogent, au gré de déambulations au milieu des géants mondiaux de la tech comme Apple et des zones d'habitation périphériques, la prolifération des IA, l’art de coder et les métavers ou encore les voitures autonomes.

### Au cinéma
- Les Pirates de la Silicon Valley, un téléfilm de 1999, retrace de façon romancée les parcours des fondateurs respectifs de Microsoft et Apple, Steve Jobs, Steve Wozniak, Bill Gates et Paul Allen, dans les années 1970 et 1980.
- Startup.com, un documentaire retraçant le parcours de jeunes entrepreneurs dont l'ambition est de créer leur propre société de services Internet.
- Silicon Valley, une série HBO de 2014, retraçant les aventures de quatre programmeurs vivant ensemble et essayant de percer dans le monde de l'informatique.

### Dans la bande dessinée
- Silicium Valley, treizième album de la série Jess Long, paru en mars 1988, dessiné par Piroton sur un scénario de Marc Wasterlain. Le scénariste a rebaptisé « Silicium Valley » un lieu qui possède les mêmes caractéristiques que la Silicon Valley, sauf qu'il l'a curieusement situé au nord[22] de San Francisco et que les bâtiments représentés par le dessinateur ressemblent davantage à ceux du laboratoire national de Los Alamos qu'à ceux de la véritable Silicon Valley.